# Ścieżki statków

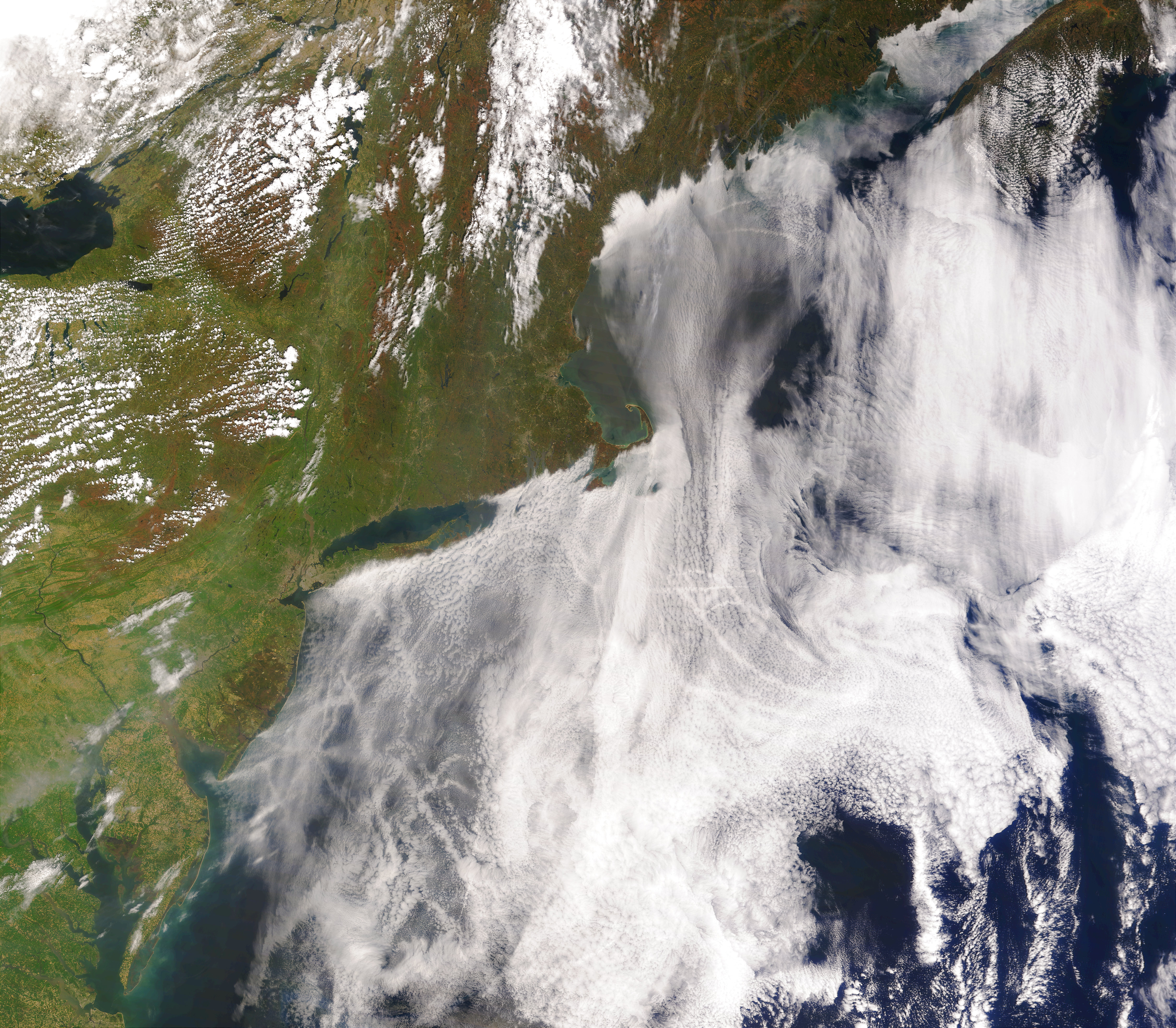
Chmurowe ścieżki statków widoczne są na zdjęciach satelitarnych zwłaszcza w pobliżu lądów (gdzie ruch statków jest duży). Tutaj – ścieżki statków na Atlantyku na wschodnim wybrzeżu Stanów Zjednoczonych.

Ścieżki statków – efekt wybielania morskich chmur warstwowych wzdłuż tras statków widoczny na zdjęciach satelitarnych jako wyraźne linie. Spaliny z silników statków zawierają dużo cząstek stałych i siarczanów, które tak jak inne cząstki aerozolu atmosferycznego mogą stanowić jądra kondensacji dla kropel chmurowych. Lokalny wzrost koncentracji aerozolu oznacza, że lokalnie w chmurze rośnie koncentracja kropelek a więc też albedo chmury. Chmura rozprasza dzięki temu więcej promieniowania słonecznego przez co widziana z kosmosu jest jaśniejsza.  